# Albert IV. Goriški

Albert IV. Goriški ( nemško Albert IV. von Görz, slovensko Albert Goriški, italijansko Alberto di Gorizia) * ok. 1308 – 1374, je kot goriški grof  nasledil svojega bratranca Ivana Henrika IV.  leta 1338. Albert IV. je bil med leti 1329-38 deželni glavar Furlanije, Goriške in Istre, leta 1339 pa je pridobil naziv palatinskega grofa Koroške. Goriški grofiji je vladal od leta 1338 do svoje smrti leta 1374.

## Življenje
Albert IV. je bil sin goriškega grofa Alberta III. iz njegovega prvega zakona  z Elizabeto Hesensko, hčerko deželnega grofa Hesenskega Henrika I. Leta 1338 je skupaj s (pol) bratoma Henrikom V. in Majnhardom VI. Goriškim podedoval dediščino svojega bratranca Ivana Henrika IV.. V letih 1329/38 je bil deželni glavar in oglejski kapitan Furlanije , Gorice in Istre . Po dogovoru s polbratoma je leta 1339 postal edini koroški palatinski grof. Albert IV. je bil prvič poročen s plemkinjo po imenu Helena in v drugem zakonu (1353) s Katarino Celjsko (1332–1408), hčerko grofa Friderika I. Celjskega.